# Igreja Imaculado Coração de Maria (Rio de Janeiro)
A Basílica Menor do Imaculado Coração de Maria é um templo católico situado no bairro do Méier, na cidade do Rio de Janeiro, Brasil. É administrada pelos padres da Congregação dos Missionários Claretianos.
O templo foi construído entre 1909 e 1929, tendo sido desenhado pelo arquiteto e urbanista espanhol Adolfo Morales de Los Rios, o mesmo que no Rio do prefeito Pereira Passos já havia projetado a então Escola de Belas Artes (hoje Museu Nacional de Belas Artes). A igreja é uma das únicas igrejas no Brasil, senão a única, construída em estilo neomourisco. Em 1964 foi concedida a igreja o título de Basílica Menor. O órgão foi construído por Carlos Moehrle e Guilherme Berner.
A igreja é atualmente ladeada por um cruzeiro construído pela família Sendas e doado aos fiéis. Abriga ainda um brechó beneficente e a sede das reuniões dos Alcoólicos Anônimos do bairro do Méier.